# Anne-Marie Feuchères
 (janvier 2014).
Si vous disposez d'ouvrages ou d'articles de référence ou si vous connaissez des sites web de qualité traitant du thème abordé ici, merci de compléter l'article en donnant les références utiles à sa vérifiabilité et en les liant à la section « Notes et références ».
Pour les articles homonymes, voir Feuchères.
Anne-Marie Feuchères, née le 24 septembre 1892 à Saint-Brieuc et morte le 25 janvier 1956 à Paris, est une peintre et pastelliste française.

## Biographie
Anne-Marie Feuchères se spécialise rapidement dans le portrait au pastel et obtiendra une certaine notoriété dans ce domaine. Elle débute au Salon des artistes français de 1930, puis en devient sociétaire.
Dans les années 1945-1948, elle enseigne le dessin et la peinture dans son atelier de sa propriété La Riviera de la rue des Fours-à-Chaux à Saint-Servan
Elle était liée d'amitié avec Armel Beaufils.
Anne-Marie Feuchères est nommée chevalier de la Légion d'honneur en 1950[réf. nécessaire]. 

## Œuvres référencées
- Portrait du Capitaine de vaisseau Marcel Henri Alphonse Fontaine, pastel signé, date 1936 et légendé en bas à droite. (Collection Laurent Fontaine), œuvre présentée sur le site de l'école navale, espace et tradition des officiers célèbres[4]

## Expositions collectives
- « Les Peintres de la Côte d'Émeraude », du 26 juin au 19 septembre 2010, chapelle Saint-Sauveur à Saint-Malo, quatre pastels.
- Du 20 juillet au 7 août 2022, maison du Peuple de Saint-Malo, exposition commémorative du centenaire de la naissance de Geoffroy Dauvergne, avec le portrait au pastel d'Étienne Blandin premier professeur de dessin de Geoffroy (Collection Blandin)[5].